# Ismerlek? (Így jártam anyátokkal)
Az Ismerlek? az Így jártam anyátokkal című televízió-sorozat negyedik évadának első epizódja. Eredetileg 2008. szeptember 22-én vetítették, míg Magyarországon 2010. április 26-án.
Ebben az epizódban Ted megkéri Stella kezét, aki igent mond, és ekkor döbben rá, hogy nem is ismerik egymást igazán. Eközben Barney elismeri Lilynek, hogy beleszeretett Robinba.

## Cselekmény
Jövőbeli Ted szerint a leghosszabb szünet egy ember életében az az időtartam, ami a lánykérés és az arra adott válasz között tart. Miközben a fejében lepörgeti a legrosszabb eshetőségeket, Stella végül igent mond. Ezután együtt töltik a nyarat, mely nyáron Barney fizikoterápiája is lezajlik a buszbalesete után, Marshall pedig a munkanélkülisége miatt teljesen lepukkan. Robin továbbra is hírolvasóként dolgozik, Barney azonban kissé furcsán viselkedik a jelenlétében. Később bevallja Lilynek, hogy beleszeretett Robinba. Lily hajlandó neki segíteni, azzal a feltétellel, hogy felhagy az egyéjszakás kalandok hajszolásával. Barney kétszer is megpróbálja telefonon felhívni, de képtelen értelmesen megszólalni. Ezután Lily leszervez nekik egy vacsorát kettesben, ahol Barney nem úgy viselkedik, ahogy szokott. Robin nem veszi a lapot, hanem helyette segít egy átlátszó dumával felszedni neki egy pincérnőt, majd elmegy. Barney nem viszi a haza a pincérnőt (bár normális esetben ezt tenné), mert megvallja neki, hogy abba a nőbe szerelmes, aki összehozta őket. Ezt a sztorit már a lakásán meséli el Lilynek, és rögtön kiderül, hogy (részben) nem mondott igazat, mert a pincérnőt mégis hazavitte. A csalódott Lily hazamegy, Barney pedig bekapcsolja a Metro News 1-t és megnézi benne Robint.
Eközben Marshall jó nászajándékot szeretne venni Tedéknek, ezért kérdezősködni kezd Stelláról. Hamar kiderül, hogy Ted szinte semmit nem tud Stelláról, még azt sem, hogy milyen színű a szeme. A tudatlansága tragédiát okoz, mert az aznap esti vacsora alkalmával egy "titkos összetevőt" is felhasznál: mogyorót, amire Stella allergiás, és kórházba kerül. Ted ebből okulva beszélgetni kezd Stellával, és hamar kiderül, hogy ő nem is látta a Star Wars-t sem. Ezen a híren még Marshall is ledöbben, és Ted közli vele, hogy megnézeti vele a filmet, és ha nem tetszik Stellának, nem veszi el, mert neki ez a kedvenc filmje. Másnap este le is ülteti őt nézni, de annyira a reakcióit figyeli, hogy az már Stellát is zavarja, és bezavarja a szobájába, amíg nem ér véget a film. Mikor véget ér, azt mondja, nagyon tetszett neki, de aztán amikor négyszemközt marad Marshallal, közli, hogy utálta. Mindenesetre azt is elmondja, hogy tudja, hogy Ted nagyon szereti, és ezért hajlandó elhitetni vele, hogy ő is imádja, ha ez a feltétele annak, hogy együtt legyen vele.

## Kontinuitás
- Barney fizikoterápiája az előző részben történt buszos baleset következménye.
- Ted azt mondja, hogy a koleszban vesztette el a szüzességét Molly MacKenzie-vel. Az "Először New Yorkban" című részben viszont azt állította, hogy csak 17 éves volt akkor.
- Barney szerelembe esésére a "Csodák" című epizódban is utaltak.

## Jövőbeli utalások
- Marshall a "Boldogan élek" című részben bevallja Tednek, hogy Stella utálja a Star Wars-t. Ezt Ted a "Napfelkelte" című rész visszaemlékezésében tudatja is vele.
- Marshall munkanélküliségének kínjai a "New York legjobb hamburgere" című részben is a cselekmény részét képezik.
- Újabb utalás történik Lily biszexualitására.
- "Az ugrás" című részből kiderül, hogy Marshall már aznap tudta, hogy Barney szerelmes Robinba, amikor Lily is megtudta.
- A "Trilógiák" című epizód a banda Star Wars-rajongásáról szól.
- Barney a későbbi epizódokban is sokszor átlátszó alteregóval szedi fel a buta nőket. Háromszor is volt asztronauta, volt Sean Connery, Barack Obama Jr., Ryan Gosling, sőt egyszer még időutazó is.

## Érdekességek
- Mikor Ted leülteti Stellát a Star Wars elé, az jól láthatóan nem a negyedik epizód nyitánya, hanem az előzménytrilógiáé. Ted a negyedik epizódot nézeti meg, ahogy utal is rá, ezután 121 perccel későbbre ugrunk (a film 125 perces).
- Miközben Barney és Robin vacsoráznak, a pincérnő pedig véletlenül leönti mindkettejüket. Barney poharán jól látható, hogy az habzik, ami azt jelenti, hogy a jelenet felvételénél nem igazi bort használtak.
- Barney és a hajnali 3 órás randija közti üzenetváltás a valóságban Victor Hugo és a kiadója közt is hasonlóan történt. Mikor az író megkérdezte táviratban, hogy kiadták-e "A nyomorultak" című művét, mindössze annyit írt: "?". A kiadó erre azt válaszolta: "!".

## Vendégszereplők
- Sarah Chalke – Stella
- Heidi Herschbach – April
- Alonza Maxwell – pultos
- Nicole Taylor – szexi szőke nő

## Fordítás
- Ez a szócikk részben vagy egészben  a   Do I Know You? című angol Wikipédia-szócikk ezen változatának fordításán alapul.  Az eredeti cikk szerkesztőit annak laptörténete sorolja fel. Ez a jelzés csupán a megfogalmazás eredetét és a szerzői jogokat jelzi, nem szolgál a cikkben szereplő információk forrásmegjelöléseként.